# Horn bei Zotzenheim
Koordinaten: 49° 53′ 19″ N, 7° 59′ 30″ O
Das Naturschutzgebiet Horn bei Zotzenheim liegt im Landkreis Mainz-Bingen in Rheinland-Pfalz. Das 64,1 Hektar große Gebiet, das im Jahr 1991 unter Naturschutz gestellt wurde, erstreckt sich nordöstlich des Kernortes der Ortsgemeinde Zotzenheim. Unweit östlich verläuft die Landesstraße 415; die Bundesautobahn 61 verläuft westlich.